# Cavernozetes interruptus
Cavernozetes interruptus är en kvalsterart som beskrevs av Sandór Mahunka 1988. Cavernozetes interruptus ingår i släktet Cavernozetes och familjen Microzetidae. Inga underarter finns listade i Catalogue of Life.